# ブリュノ・マッソ
ブリュノ・マッソ（フランス語: Bruno Massot, 1989年1月28日 - ）は、フランス出身、ドイツの男性フィギュアスケート選手（ペア・男子シングル）。パートナーはアリオナ・サフチェンコ、ダリア・ポポワなど。
2016年世界選手権3位。2016年・2017年欧州選手権2位。2018年平昌オリンピック金メダリスト。

## 経歴

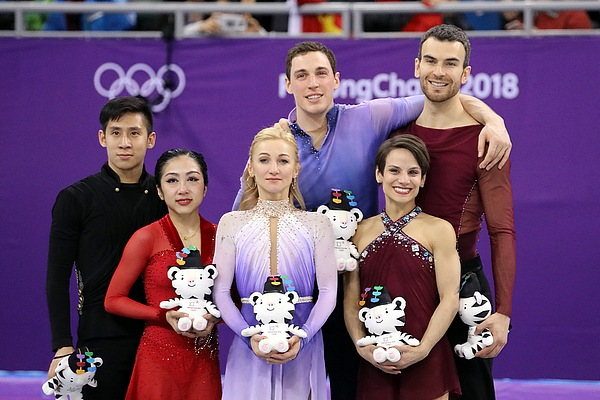
平昌オリンピック

2006-2007シーズンまではシングルの選手としてジュニアグランプリシリーズなどに出場していた。その後ペアに転向。
2011年3月にロシア人のダリア・ポポワとペアを結成。練習拠点はフランスのカーンに置き、3ヶ月に3週間のペースでドイツを拠点にしているインゴ・シュトイアーの元で練習するスタイルをとった。フランス選手権で優勝を果たし、ヨーロッパ選手権の代表に選出された。フランスのペアでは2番目の成績だったため世界選手権の代表には選出されなかったが国別対抗戦の代表となった。
2013-2014シーズン、ポポワの疲労骨折の影響でシーズン前半の試合は全て欠場。ヨーロッパ選手権では11位。1月21日にフランス国籍の取得ができず、ソチオリンピックに出場できない事になった。世界選手権では15位。その後アリオナ・サフチェンコの口から新しくペアの結成が発表された。ドイツまたはフランスでの代表の可能性を模索していた中、7月17日にフランス氷上競技連盟より、マッソのドイツへのリリースが拒否が発表された。しかし、9月28日にはドイツスケート連盟との間で署名がなされ、ドイツ所属で競技をすることが決まった。その後、シュトイアーとの師弟関係を解消し、新たにアレクサンダー・ケーニッヒをコーチに迎えた。
2015年9月、フランス氷上競技連盟による活動費用の負担を主張され、リリースが再度拒否された。またリリースには70,000ユーロを要すると報道された。その後リリースにかかる費用は30,000ユーロに減額された。10月26日、フランス氷上競技連盟のディディエ・ゲヤゲ会長との間で話し合いが持たれ、ドイツへのリリースが決定した。
2015-2016シーズン、チャレンジャーシリーズに参戦。タリントロフィー、ワルシャワ杯で連続優勝。シリーズ全体では、2位に50点近い大差をつけ、最上位の成績を収めた。欧州選手権では銀メダルを獲得した。世界選手権では銅メダルを獲得し、表彰台に立った。
2016-2017シーズン、グランプリシリーズに参戦し連勝。しかしながら、サフチェンコがフランス杯FSでスロー3回転アクセルを転倒し、右足首を負傷した。その影響でグランプリファイナル出場を辞退した。欧州選手権では2年連続で2位。世界選手権では銀メダルを獲得した。
2017-2018シーズン、スケートカナダで2位、スケートアメリカで優勝。11月23日、ドイツへの帰化が認められオリンピック出場が可能となった。前年はサフチェンコの負傷で辞退したグランプリファイナルに初出場し、FSで歴代最高得点を更新し優勝した。平昌オリンピックはSPで3回転サルコウが2回転になるミスがあり、4位発進となった。しかしながら、最終グループ一番滑走となったFSでは自身の持つ世界最高得点を2ヶ月で更新する会心の演技を披露し、SPでの6点近い差を逆転して初の金メダルを獲得した。世界選手権はSPで82.98点のパーソナルベストを更新するとFSでも162.86点の歴代最高得点を更新。総合得点では245.84点をマークし、タチアナ・ボロソジャル/マキシム・トランコフ組の持つ歴代最高得点を4年半ぶりに更新し、ペア史上初の1シーズンでグランプリファイナル、オリンピック、世界選手権を制覇する快挙を成し遂げた。
その後、同年4月に2018-2019シーズンは競技会に出場せずに11月29日から翌年2月24日までのアイスショー契約を結んだと発表した。

## 主な戦績

### ペア
- アリオナ・サフチェンコとのペア(ドイツ所属)

| 大会/年            | 2015-16 | 2016-17 | 2017-18 |
| ------------------ | ------- | ------- | ------- |
| 冬季オリンピック   |         |         | 1       |
| 世界選手権         | 3       | 2       | 1       |
| 欧州選手権         | 2       | 2       |         |
| ドイツ選手権       | 1       |         |         |
| GPファイナル       |         |         | 1       |
| GPスケートカナダ   |         |         | 2       |
| GPフランス杯       |         | 1       |         |
| GPロステレコム杯   |         | 1       |         |
| GPスケートアメリカ |         |         | 1       |
| CSネーベルホルン杯 |         | 1       | 2       |
| CSワルシャワ杯     | 1       |         |         |
| CSタリントロフィー | 1       |         |         |
| ババリアンオープン | 1       | 棄権    |         |

- 2009-2010シーズンまではカミーユ・フーシェとのペア(フランス所属、以下同)
- 2010-2011シーズンはアンヌ＝ロール・レッシャーとのペア
- 2011-2012シーズンからはダリア・ポポワとのペア

| 大会/年          | 2007-08 | 2008-09 | 2010-11 | 2011-12 | 2012-13 | 2013-14 |
| ---------------- | ------- | ------- | ------- | ------- | ------- | ------- |
| 世界選手権       |         |         |         |         |         | 15      |
| 欧州選手権       |         |         |         | 8       | 7       |         |
| 国別対抗戦       |         |         |         | T4 / P6 |         |         |
| フランス選手権   | 3       | 3       | 3       | 1       | 2       |         |
| GP中国杯         |         |         |         |         |         | 8       |
| GPエリック杯     |         |         |         |         | 7       |         |
| GPスケートカナダ |         |         |         |         | 5       |         |
| チャレンジカップ |         |         |         |         | 4       | 1       |
| ニース杯         |         |         |         | 10      |         | 5       |
| ネーベルホルン杯 |         |         |         |         | 5       |         |
| NRW杯            |         |         |         | 4       |         |         |
| 世界Jr.選手権    | 18      | 14      |         |         |         |         |
| JGP J.カリー記念 |         | 11      |         |         |         |         |

#### 詳細
| 2017-2018 シーズン    |                                                                 |         |          |          |
| 開催日                | 大会名                                                          | SP      | FS       | 結果     |
| 2018年3月21日 - 25日  | 2018年世界フィギュアスケート選手権（ミラノ）                    | 1 82.98 | 1 162.86 | 1 245.84 |
| 2018年2月9日 - 25日   | 平昌オリンピック（平昌）                                        | 4 76.59 | 1 159.31 | 1 235.90 |
| 2017年12月7日 - 10日  | 2017/2018 ISUグランプリファイナル（名古屋）                     | 1 79.43 | 1 157.25 | 1 236.68 |
| 2017年11月24日 - 26日 | ISUグランプリシリーズスケートアメリカ（レークプラシッド）       | 3 72.55 | 1 150.58 | 1 223.13 |
| 2017年10月27日 - 29日 | ISUグランプリシリーズスケートカナダ（レジャイナ）               | 1 77.34 | 3 138.32 | 2 215.66 |
| 2017年9月27日 - 30日  | ISUチャレンジャーシリーズネーベルホルン杯（オーベルストドルフ） | 2 72.99 | 2 138.09 | 2 211.08 |

| 2016-2017 シーズン     |                                                                  |         |          |          |
| 開催日                 | 大会名                                                           | SP      | FS       | 結果     |
| 2017年3月27日 - 4月2日 | 2017年世界フィギュアスケート選手権（ヘルシンキ）                 | 2 79.84 | 2 150.46 | 2 230.30 |
| 2017年2月14日 - 19日   | 2017年ババリアンオープン（オーベルストドルフ）                   | -       | -        | 棄権     |
| 2017年1月25日 - 29日   | 2017年ヨーロッパフィギュアスケート選手権（オストラヴァ）         | 3 73.76 | 1 148.59 | 2 222.35 |
| 2016年11月11日 - 13日  | ISUグランプリシリーズ フランス杯（パリ）                         | 1 77.55 | 1 133.04 | 1 210.59 |
| 2016年11月4日 - 6日    | ISUグランプリシリーズ ロステレコム杯（モスクワ）                 | 2 69.51 | 1 138.38 | 1 207.89 |
| 2016年9月22日 - 24日   | ISUチャレンジャーシリーズ ネーベルホルン杯（オーベルストドルフ） | 1 74.24 | 1 128.80 | 1 203.04 |

| 2015-2016 シーズン     |                                                            |         |          |          |
| 開催日                 | 大会名                                                     | SP      | FS       | 結果     |
| 2016年3月26日 - 4月3日 | 2016年世界フィギュアスケート選手権（ボストン）             | 4 74.22 | 3 141.95 | 3 216.17 |
| 2016年2月17日 - 21日   | 2016年ババリアンオープン（オーベルストドルフ）             | 1 72.74 | 1 130.72 | 1 203.46 |
| 2016年1月25日 - 31日   | 2016年ヨーロッパフィギュアスケート選手権（ブラチスラヴァ） | 2 75.54 | 3 125.24 | 2 200.78 |
| 2015年12月11日 - 12日  | ドイツフィギュアスケート選手権（エッセン）                 | 1 80.61 | 1 141.61 | 1 222.22 |
| 2015年11月26日 - 29日  | ISUチャレンジャーシリーズ ワルシャワ杯（ワルシャワ）       | 1 76.30 | 1 133.30 | 1 209.60 |
| 2015年11月18日 - 22日  | ISUチャレンジャーシリーズ タリントロフィー（タリン）       | 1 71.44 | 1 142.98 | 1 214.42 |

| 2013-2014 シーズン    |                                                        |          |          |           |
| 開催日                | 大会名                                                 | SP       | FS       | 結果      |
| 2014年3月24日 - 30日  | 2014年世界フィギュアスケート選手権（さいたま）         | 15 52.50 | 15 89.50 | 15 142.00 |
| 2014年3月6日 - 9日    | 2014年チャレンジカップ（ハーグ）                       | 1 54.90  | 1 92.00  | 1 146.90  |
| 2014年1月13日 - 19日  | 2014年ヨーロッパフィギュアスケート選手権（ブダペスト） | 11 52.36 | 11 97.00 | 11 149.36 |
| 2013年11月1日 - 3日   | ISUグランプリシリーズ 中国杯（北京）                   | 7 51.82  | 8 89.51  | 8 141.33  |
| 2013年10月23日 - 27日 | 2013年ニース杯（ニース）                               | 5 46.77  | 5 94.76  | 5 141.53  |

| 2012-2013 シーズン    |                                                      |         |          |          |
| 開催日                | 大会名                                               | SP      | FS       | 結果     |
| 2013年2月21日 - 24日  | 2013年チャレンジカップ（ハーグ）                     | 2 56.63 | 6 92.46  | 4 149.09 |
| 2013年1月23日 - 27日  | 2013年ヨーロッパフィギュアスケート選手権（ザグレブ） | 7 53.75 | 7 103.37 | 7 157.12 |
| 2012年12月13日 - 16日 | フランスフィギュアスケート選手権（ストラスブール）   | 2 47.90 | 2 86.64  | 2 134.54 |
| 2012年11月16日 - 18日 | ISUグランプリシリーズ エリック・ボンパール杯（パリ） | 6 52.96 | 7 98.38  | 7 151.34 |
| 2012年10月26日 - 28日 | ISUグランプリシリーズ スケートカナダ（ウィンザー）   | 5 48.43 | 5 100.94 | 5 149.37 |
| 2012年9月27日 - 29日  | 2012年ネーベルホルン杯（オーベルストドルフ）         | 5 47.44 | 5 85.24  | 5 132.68 |

| 2011-2012 シーズン       |                                                            |         |          |           |
| 開催日                   | 大会名                                                     | SP      | FS       | 結果      |
| 2012年4月19日 - 22日     | 2012年世界フィギュアスケート国別対抗戦（東京）             | 6 42.07 | 6 77.03  | 6 119.10  |
| 2012年1月23日 - 29日     | 2012年ヨーロッパフィギュアスケート選手権（シェフィールド） | 6 53.91 | 9 86.07  | 8 139.98  |
| 2011年12月16日 - 18日    | フランスフィギュアスケート選手権（ダンマリー＝レ＝リス）   | 2 46.99 | 1 90.76  | 1 137.75  |
| 2011年11月29日 - 12月4日 | 2011年NRW杯（ドルトムント）                                | 2 48.94 | 6 77.10  | 4 126.04  |
| 2011年10月26日 - 30日    | 2011年ニース杯（ニース）                                   | 9 41.90 | 10 77.57 | 10 119.47 |

| 2010-2011 シーズン    |                                              |         |         |         |
| 開催日                | 大会名                                       | SP      | FS      | 結果    |
| 2010年12月17日 - 19日 | フランスフィギュアスケート選手権（トゥール） | 2 38.02 | 3 60.68 | 3 98.70 |

| 2008-2009 シーズン     |                                                            |          |          |           |
| 開催日                 | 大会名                                                     | SP       | FS       | 結果      |
| 2009年2月22日 - 3月1日 | 2009年世界ジュニアフィギュアスケート選手権（ソフィア）     | 13 40.98 | 15 63.28 | 14 104.26 |
| 2008年12月19日 - 21日  | フランスフィギュアスケート選手権（コルマール）             | 4 38.76  | 3 65.28  | 3 104.04  |
| 2008年10月15日 - 18日  | ISUジュニアグランプリ ジョン・カリー記念（シェフィールド） | 12 41.60 | 10 71.54 | 11 113.14 |

| 2007-2008 シーズン     |                                                        |          |          |          |
| 開催日                 | 大会名                                                 | SP       | FS       | 結果     |
| 2008年2月25日 - 3月2日 | 2008年世界ジュニアフィギュアスケート選手権（ソフィア） | 18 33.99 | 18 55.10 | 18 89.09 |
| 2007年12月6日 - 9日    | フランスフィギュアスケート選手権（メジェーヴ）         | 2 31.57  | 3 59.09  | 3 90.66  |

### 男子シングル
| 大会/年        | 2004-05 | 2005-06 | 2006-07 |
| -------------- | ------- | ------- | ------- |
| フランス選手権 | 8 J     | 8 J     | 16      |
| JPGブダペスト  |         |         | 14      |
| JPGメキシコ杯  |         |         | 9       |
| トリグラフ杯   |         | 5 J     |         |

#### 詳細
| 2006-2007 シーズン     |                                                    |          |          |           |
| 開催日                 | 大会名                                             | SP       | FS       | 結果      |
| 2006年12月1日 - 3日    | フランスフィギュアスケート選手権（オルレアン）     | 13 46.86 | 16 74.39 | 16 121.25 |
| 2006年9月14日 - 17日   | ISUジュニアグランプリ メキシコ杯（メキシコシティ） | 7 42.23  | 8 79.15  | 9 121.38  |
| 2006年8月31日 - 9月3日 | ISUジュニアグランプリ ブダペスト（ブダペスト）     | 14 39.00 | 12 70.49 | 14 109.49 |

| 2005-2006 シーズン   |                                                             |         |         |          |
| 開催日               | 大会名                                                      | SP      | FS      | 結果     |
| 2006年4月13日 - 16日 | 2006年トリグラフトロフィー ジュニアクラス（イェセニツェ）   | 6 34.94 | 4 67.46 | 5 102.40 |
| 2006年2月10日 - 12日 | フランスフィギュアスケート選手権 ジュニアクラス（アヌシー） | 7 41.05 | 8 70.01 | 8 111.06 |

## プログラム使用曲
| シーズン  | SP                                                                                         | FS | EX |
| --------- | ------------------------------------------------------------------------------------------ | --- | --- |
| 2016-2017 | That Man ボーカル：カロ・エメラルド 振付：ジョン・ケアー                                   | Lighthouse 曲：パトリック・ワトソン 振付：シルビア・フォンタナ                                                                     | アイネ・クライネ・ナハトムジーク 作曲：ヴォルフガング・アマデウス・モーツァルト Nero 作曲：Two Steps from HellUn Giorno Per Noi ボーカル：ポール・ポッツ |
| 2015-2016 | Creature de Siam シルク・ドゥ・ソレイユ『キュリオス』より 振付：ロスティスラフ・シニツィン | Sometimes 作曲：ワックス・テイラー ソルヴェイグの歌 『ペール・ギュント』より 作曲：エドヴァルド・グリーグ 振付：ゲイリー・ビーコン | Time After Time 曲：ダヴィド・フェファー |
| 2014-2015 |                                                                                            | | ハッピー 曲：ファレル・ウィリアムスYou Don't Bring Me Flowers ボーカル：ニール・ダイアモンド、バーブラ・ストライサンド                                   |
| 2013-2014 | Les Aristochats by C2C                                                                     | 映画『バリー・リンドン』サウンドトラックより 作曲：レナード・ローゼンマン                                                          | |
| 2012-2013 | 映画『La Belle Histoire』より アレンジ：Gablé 振付：カリーヌ・アリベルト                   | Chocca Far Away 作曲：アポカリプティカ                                                                                             | |
| 2011-2012 | 映画『La Belle Histoire』より アレンジ：Gablé 振付：カリーヌ・アリベルト                   | Broken Sorrow 演奏：ナッシン・バット・ストリングス 振付：ピエール＝ルー・ブーケ                                                    | |